# 馬鞍後池太陽光電場
馬鞍後池太陽光電場位於臺灣臺中市東勢區，為台灣電力公司利用大甲溪發電廠馬鞍機組發電後尾水，形成之調節用後池池面興建的水面浮力式太陽光電場，該光電場也是台灣電力公司首次投資興建水面光電場，更號稱是臺灣第一座水力發電搭配太陽光電的雙綠能發電廠。

## 沿革

### 背景
馬鞍後池舊稱天輪後池，蓄水總面積約9萬平方公尺，作為大甲溪發電廠天輪分廠發電後的尾水調度用調整池，供應大甲溪中下游沿岸公共給水、灌溉等用途，原主要利用天輪分廠發電後尾水調節用，後因1974年德基水庫完成，自此德基、青山、谷關，以及日治時期便已興建至一半的天輪分廠串聯調度發電。
而天輪壩蓄水量無法應付上游谷關分廠發電尾水，溢流後形成水資源浪費，因此台灣電力公司制定「馬鞍水力發電計畫」，於天輪分廠、新完工之5號機尾水下游新建馬鞍壩，並於天輪後池新建馬鞍發電廠，將馬鞍壩攔截溪水引流至電廠發電後排放天輪後池，自此天輪後池改為馬鞍後池調度使用。

### 計畫
台灣電力公司配合中央政府推動之能源轉型與再生能源發展政策，擬定太陽光電計畫，並分多期多階段實施，其中太陽光電第四期計畫主要合作對象同為經濟部主管國營企業的台灣自來水公司，計畫利用台水公司轄下的各式給水廠、調節池、淨水場等設置水面浮力式太陽光電板，並於2016年底正式與台水公司簽署合作備忘錄。
而在第四期計畫推動前，台電公司尚未有水面浮力式太陽光電的設置經驗，因此擇定於臺中大甲溪發電廠的馬鞍後池，做為第四期太陽光電計畫推動前的示範場域，預估一年發電量可達40萬度，約可減少21萬公斤的二氧化碳排放量，並由台電公司再生能源處承辦該工程，2017年7月7日對外公告招標「大甲溪電廠馬鞍後池浮動式太陽光電新建工程」，總預算金額新臺幣2千4百萬元，同年10月5日台電公告由中華電信臺灣南區電信分公司以2千3百97萬7千元得標。

### 施工
2017年底中華電信進場施工，利用馬鞍後池約3,000平方公尺水面架設浮力式太陽光電板，占用整體水面面積約3.3%，並委託億鴻海事工程行執行錨錠方塊拋放工作，並且光電板經評估後架設傾斜角度設定在8-15度，可確保光線不會折射到調整池岸邊，並且光電板本體也經過絨面處理，降低反射量，可提升發電效率。

### 完工
2018年3月馬鞍後池光電場完成共計1,040片太陽光電板架設，總裝置容量0.3MW開始併聯式運轉發電，直到同年7月底已發出14萬5,807度電，2018年8月10日台電公司舉辦馬鞍後池太陽光電場啟用典禮，馬鞍後池太陽光電場年發電量可達38萬度電，相當於供應約1,152戶一個月的家庭用電量，換算一年可供應91戶家庭用電，台電公司也同時宣布馬鞍後池太陽光電場搭配大甲溪發電廠馬鞍機組，成為臺灣第一座水力發電結合太陽光電的雙綠能發電廠。
不過因馬鞍後池光電屬於示範性質，加上裝置容量不大，因此其所發的電力全數引接至鄰近的大甲溪發電廠馬鞍機組開關場供應電廠廠內用電，並約可供應馬鞍機組三分之一用電。

## 設施

### 發電機組
| 光電板型號 | 太陽能發電類型 | 光電板數量（片） | 裝置容量（MW） | 商轉日期      | 狀態   |
| ---------- | -------------- | ---------------- | -------------- | ------------- | ------ |
|            | 水面式太陽光電 | 1,040片          | 0.3MW          | 2018年8月10日 | 商轉中 |